# Istämi
Istämi ou Ishtami, (en chinois: 室點密), (aussi connu dans le monde arabe sous le nom de Sindjibu, ce qui donna Silzibulos en grec) est le premier yabgu du Khaganat turc occidental, qu'il dirige de 553 jusqu'à sa mort en 576. Bien qu'officiellement vassal de son frère Bumin, son statut de yabgu lui confère une grande autonomie. Pendant son règne il établit des relations diplomatiques avec Byzance et l'Empire sassanide et vainc les Huns blancs vers 560-563 avec l'aide du roi perse Khosro Ier, contre lequel il se liguera avec les Byzantins.

## Biographie

### Guerre contre les Huns blancs
Istämi s'allie avec les Sassanides perses pour combattre les Huns blancs : il donne sa fille en mariage à l'empereur perse Khosro Ier Anushirvan. Après avoir éliminé les Huns Blancs vers 563, les deux alliés se partagent ce qui deviendra ensuite le Turkestan russe, les Turcs prenant la Sogdiane et les Perses la Bactriane, mais ils finissent par se brouiller.

### Relations avec Byzance
Peu après l'introduction dans l'empire byzantin d'œufs de vers à soie par des moines nestoriens, des marchands Sogdiens tentèrent de faire le commerce de la soie chinoise directement avec les Byzantins. Allié des Sassanides pendant sa guerre contre les Huns blancs, Istämi est approché par ces marchands qui lui demande sa permission pour obtenir une audience avec le dirigeant sassanide Khosro afin d'obtenir la permission de traverser le territoire perse pour rejoindre Byzance. Istämi, d'abord réticent (sa relation avec Khosro s'est dégradée), finit par envoyer une délégation au roi perse, qui fait empoisonner celle-ci. Un diplomate sogdien nommé Maniah convainc Istämi d'envoyer une ambassade jusqu'à Byzance, qui arrive à la cour de Justin II en 568 avec de la soie chinoise. Les ambassadeurs proposent alors à l'empereur de former une alliance contre l'empire sassanide, ce qu'il accepte. Les Byzantins envoient alors en retour l'ambassadeur Zémarque, ce qui marque le début de leurs relations diplomatiques avec le khaganat et du commerce direct voulu par les Sogdiens.